# Addison (album)
Addison – debiutancki album studyjny amerykańskiej piosenkarki Addison Rae, wydany 6 czerwca 2025 nakładem Columbia Records i As Long As I'm Dancing LLC. Wydanie albumu poprzedziło pięć singli: „Diet Pepsi”, „Aquamarine”, „High Fashion”, „Headphones On” i „Fame Is A Gun”. Po wydaniu, Addison spotkał się z pozytywnymi opiniami wśród krytyków.

## Tło i promocja
Rae pierwotnie zyskała na znaczeniu jako twórczyni treści na aplikacji TikTok, gdzie zdobyła 88 milionów obserwujących. Później zaangażowała się w aktorstwo i w śpiew. 18 sierpnia 2023 roku wydała swój debiutancki minialbum AR, który zawiera jej debiutancki singiel „Obsessed”, w tym dodatkowe cztery utwory, gdzie przy utworze „2 Die 4” współpracowała z nią Charli XCX.
Rozmawiając z Brittany Spanos z magazynu Rolling Stone w styczniu 2025 roku, Rae wyjawiła, że zatrudniła Lukę Kloser i Elvire Anderfjärd do produkcji swojego debiutanckiego albumu. Kloser, Anderfjärd i Rae napisali każdą piosenkę na albumie, pracując między Los Angeles, Nowym Jorkiem a Szwecją.
12 kwietnia 2025, Rae wystąpiła jako niespodzianka podczas występu Arca na Coachelli 2025. Podczas ich wykonania remiksu piosenki Rae wykonanego przez Arca "Arcamarine", Rae zapowiedziała date premiery jej debiutanckiego albumu, migając jej różową bielizną z Victoria's Secret z napisem „June 6” (pol. 6 czerwca). Rae ujawniła nazwę i okładkę albumu 23 kwietnia tego samego roku. Lista utworów została ujawniona za pośrednictwem billboardów na całym świecie, wyświetlając tytuły piosenek.

## Lista utworów
1. "New York"
2. "Diet Pepsi"
3. "Money Is Everything"
4. "Aquamarine"
5. "Lost & Found"
6. "High Fashion"
7. "Summer Forever"
8. "In the Rain"
9. "Fame Is a Gun"
10. "Times Like These"
11. "Life's No Fun Through Clear Waters"
12. "Headphones On"

## Personel
Zaadaptowane z Tidal.

### Muzycy
- Addison Rae – wokal
- Elvira Anderfjärd – wokal w tle, keyboardy, programowanie, produkcja
- Luka Kloser – keyboardy, programowanie, produkcja (wszystkie piosenki); wokal w tle (wszystkie utwory oprócz utworu 6)
- Tove Burman – wokal w tle (utwory 5, 6), keyboardu (utwór 6)

### Technicy
- Elvira Anderfjórd – inżynieria
- Luka Kloser – inżynieria
- Bryce Bordone – pomoc inżynierska
- Randy Merrill – mastering
- Serban Ghenea – miksowanie

## Odbiór
Addison spotkał się z pozytywnym odbiorem wśród krytyków po jego wydaniu. Na Metacritic album otrzymał średnią ocenę 77/100, na podstawie 5 recenzji.